# Stalachtis
Stalachtis is een geslacht van vlinders uit de familie van de prachtvlinders (Riodinidae), onderfamilie Riodininae.
Stalachtis werd in 1818 voor het eerst wetenschappelijk beschreven door Hübner.

## Soorten
Stalachtis omvat de volgende soorten:
- Stalachtis calliope (Linnaeus, 1758)
- Stalachtis euterpe (Linnaeus, 1758)
- Stalachtis halloweeni Hall, J, 2006
- Stalachtis lineata (Guérin-Méneville, 1844)
- Stalachtis magdalena Westwood, 1851
- Stalachtis phaedusa Hübner, 1818
- Stalachtis phlegia (Cramer, 1779)

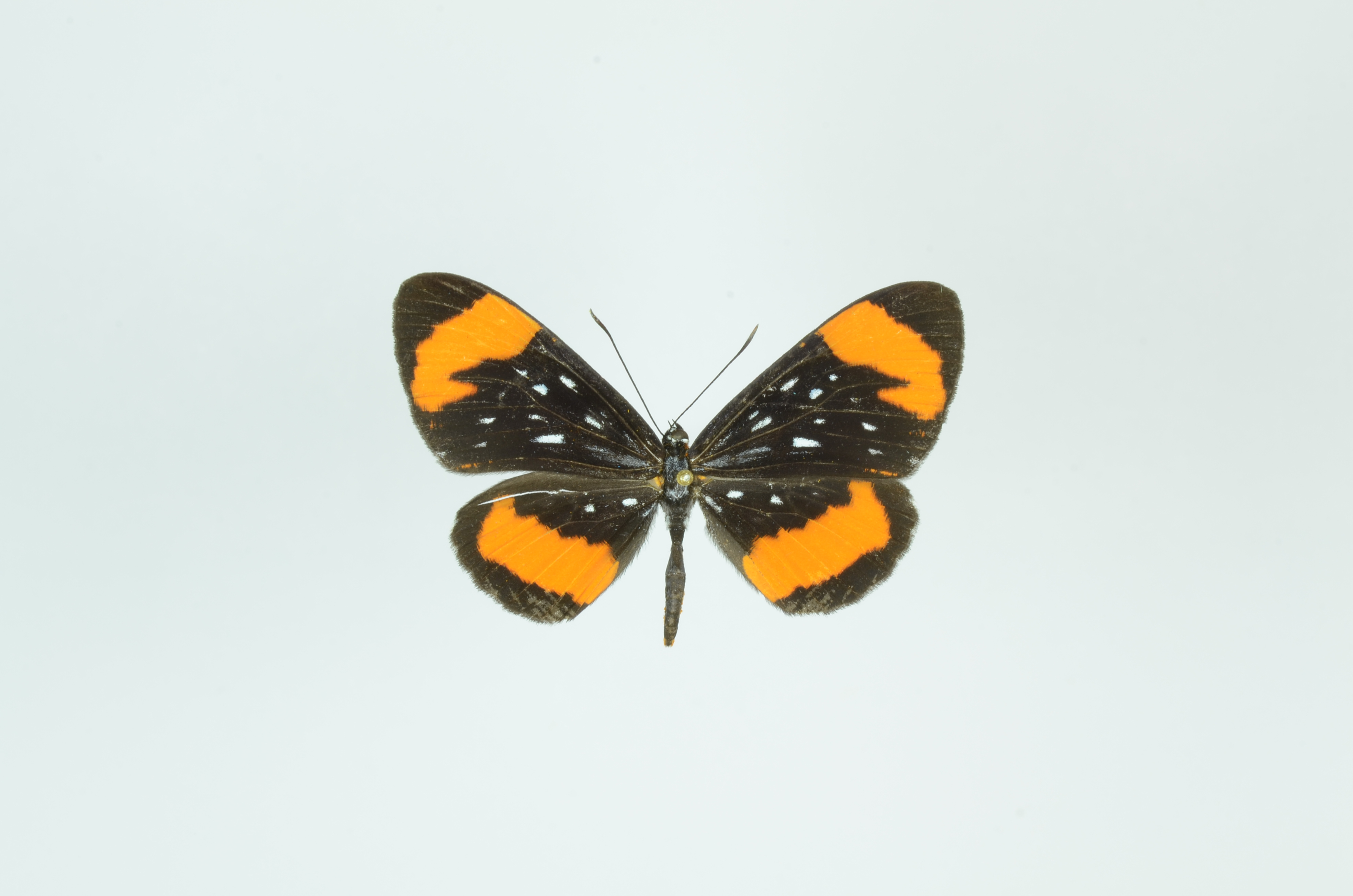
Stalachtis euterpe
Stalachtis phaedusa